# Condado de Randolph (Virginia Occidental)
El condado de Randolph (en inglés: Randolph County), fundado en 1787, es uno de los 55 condados del estado estadounidense de Virginia Occidental. En el año 2000 tenía una población de 28.262 habitantes con una densidad poblacional de 10 personas por km². La sede del condado es Elkins.

## Geografía
Según la Oficina del Censo de los Estados Unidos, el condado tiene un área total de 2,694 km² (1,040 millas²). De éstas 2,694 km² (1,040 mi²) son de tierra y 0 km² (0 mi²) son de agua. 

### Condados adyacentes
- Condado de Tucker - noreste
- Condado de Pendleton - este
- Condado de Pocahontas - sur
- Condado de Webster - sureste
- Condado de Upshur - oeste
- Condado de Barbour - noroeste

### Carreteras
| - U.S. Highway 33 - U.S. Highway 219 - U.S. Highway 250 | - Ruta de Virginia Occidental 15 - Ruta de Virginia Occidental 32 - Ruta de Virginia Occidental 55 - Ruta de Virginia Occidental 92 |

## Demografía
Según el censo del año 2000, hay 28,262 personas, 11,072 cabezas de familia, y 7,661 familias que residen en el condado. La densidad de población es de 10 hab/km² (27 hab/mi²). La composición racial tiene:
- 97.69% blancos (no hispanos)
- 0.68% hispanos (todos los tipos)
- 1.07% negros o negros americanos (no hispanos)
- 0.16% otras razas (no hispanos)
- 0.38% asiáticos (no hispanos)
- 0.53% mestizos (no hispanos)
- 0.16% nativos americanos (no hispanos)
- 0.01% isleños (no hispanos)

Hay 11,072 cabezas de familia, de los cuales el 30% tienen menores de 18 años viviendo con ellos, el 54.70% son parejas casadas viviendo juntas, el 9.80% son mujeres que forman una familia monoparental (sin cónyuge), y 30.80% no son familias. El tamaño promedio de una familia es de 2.41 miembros.
En el condado el 22% de la población tiene menos de 18 años, el 8.70% tiene de 18 a 24 años, el 28.50% tiene de 25 a 44, el 25.40% de 45 a 64, y el 15.10% son mayores de 65 años. La edad media es de 39 años. Por cada 100 mujeres hay 101.3 hombres. Por cada 100 mujeres mayores de 18 años hay 99.7 hombres.

## Economía
Los ingresos medios de un cabeza de familia el condado es de $27,299, y el ingreso medio familiar es $32,632.00 Los hombres tienen unos ingresos medios de $24,751 frente a $17,819 de las mujeres. El ingreso per cápita del condado es de $14,918.00 El 18.00% de la población y el 13.40% de las familias están debajo de la línea de pobreza. Del total de gente en esta situación, 24.30% tienen menos de 18 y el 12.90% tienen 65 años o más.

## Ciudades y pueblos
| - Beverly - Elkins - Harman - Huttonsville - Mill Creek | - Montrose - Womelsdorf |

### Lugares no incorporados
| - Adolph - Aggregates - Alpena - Arnold Hill - Bemis - Bowden - Brady Gate - Bruxton | - Canfield - Cassity - Crystal Springs - Czar - Dailey - Dryfork - East Dailey | - Elkins Junction - Elkwater - Ellamore - Evenwood - Faulkner - Glady - Helvetia | - Jimtown - Kerens - Little Italy - Mabie - Mingo - Monterville - Newlonton | - Norton - Osceola - Pickens - Pumpkintown - Read - Smith Crossing - Spangler - Sullivan | - Tigheville - Upper Mingo - Valley Bend - Valley Head - Weaver - Whitmer - Whyte |